# Lorin Blodget
Lorin Blodget (* 23. Mai 1823 im Chautauqua County, New York; † 24. März 1901 in Philadelphia, Pennsylvania) war ein US-amerikanischer Physiker, Klimaforscher und Statistiker. 

## Leben
Lorin Blodget, in der Nähe von Jamestown geboren, erlangte die Hochschulreife in der Jamestown Academy, absolvierte darauf das  Hobart College und wurde ab 1851 in der Smithsonian Institution als Assistant Professor beschäftigt. Spezialisiert auf Klimaforschung, veröffentlichte er ab 1853 zu dem Thema. Bereits 1857 erschien seine international beachtete Climatology of the United States.
In Philadelphia wirkte er in der Redaktion der Zeitung The North American mit und war von 1858 bis 1864 Sekretär des Philadelphia Board of Trade, einer Tochtergesellschaft der dortigen Börse. In den Jahren 1866 und 1867 publizierte er in dem Bostoner Magazin North American Review Artikel zu Finanzangelegenheiten.
Parallel dazu weiterhin für Smithsonian als Klimatologe forschend, fanden seine Ergebnisse – statistisch untermauert – im US-Kriegsministerium Interessenten.
Der Verfasser des Eintrags zu Lorin Blodget in Johnson's New Universal Cyclopædia meint im Jahr 1875, Blodgets Beiträge zur Klimatologie seien in Europa besser aufgenommen worden als in den Vereinigten Staaten, und weist in dem Zusammenhang auf die wohlwollenden Kommentare Alexander von Humboldts hin.
Lorin Blodget heiratete Mary Elizabeth Gibbs (1830–1888). Das Paar bekam acht Kinder, von denen vier das Erwachsenenalter erreichten.
Die letzte Ruhe fand Lorin Blodget auf dem Philadelphiaer Woodlands-Friedhof.

## Werke (Auswahl)
- On the climatic conditions of the summer of 1853. New York 1853 (archive.org)
- Climatology of the United States. Philadelphia 1857 (archive.org)
- The Non-Periodic Distribution of Heat in the Atmosphere. Proceedings of The American Philosophical Society vom 21. Februar 1873, S. 138 (archive.org)
- A Downward Atmospheric Circulation, as One Cause of Extremes of Cold. Proceedings of The American Philosophical Society vom 1. Mai 1874, Bd. 14, S. 150  (archive.org)
- Floods in Pennsylvania. Harrisburg 1889 (archive.org)

## Mitgliedschaft
- 1872 American Philosophical Society